# Bancarotta
La bancarotta, nell'ordinamento giuridico italiano, è un reato consistente nella sottrazione del proprio patrimonio alle pretese dei creditori.
Il termine deriva dall'uso di epoca medievale di spaccare gli strumenti del mestiere, tipicamente il "banco" (ripiano) o il forziere, del banchiere divenuto insolvente. 
Il primo testo normativo in cui appare il termine "bancarotta" (o "banqueroute") è un’ordinanza di Carlo VIII risalente al 1490.
È un tipico reato connesso al fallimento.
Nel 1930, il giurista Leone Bolaffio fornì la seguente nozione di bancarotta: "Per principio, bancarottiere in Italia è il commerciante fallito con dolo oppure con colpa".

## Caratteristiche
Può essere semplice (cagionata da imprudenza) o fraudolenta (frode diretta ad aggravare l'insolvenza e a violare le legittime aspettative dei creditori). 
I connotati della fraudolenta sono riconducibili nel complesso a un'attività di dissimulazione delle proprie disponibilità economiche reali, oppure a un'attività di destabilizzazione del proprio patrimonio, diretta a realizzare una insolvenza, anche apparente, nei confronti dei creditori. L'esistenza di una sentenza dichiarativa di fallimento è però necessaria perché si possano configurare dei reati fallimentari.

## Disciplina
Il reato di bancarotta è previsto da una norma approvata nel Regio Decreto 16 marzo 1942, n. 267 dagli art. 216 e seguenti, ed è basato sul concetto di fallimento.
Il fallimento è definito come una procedura concorsuale (che prevede cioè il concorso di tutti i creditori in posizione di parità, salvo cause di prelazione quali possono essere pegno o ipoteca) rivolta alla realizzazione coattiva delle pretese creditorie che l'imprenditore commerciale non riesce più a soddisfare per il suo stato di insolvenza.

### Il soggetto fallito
In Italia può essere dichiarato fallito soltanto un imprenditore, a differenza di altri Stati, quali ad esempio gli Stati Uniti d'America, il Regno Unito, il Giappone o la Germania, dove è consentito a chiunque dichiarare fallimento personale.
Il fallimento discende sempre da una sentenza dichiarativa a opera del tribunale del luogo in cui l'imprenditore ha la sede principale, e ha due funzioni: accertare l'insolvenza dell'imprenditore e fare in modo che le pretese dei creditori abbiano una adeguata tutela nonostante la criticità della situazione economica del debitore.

### Il curatore fallimentare
La sentenza dichiarativa di fallimento contiene anche la nomina del cosiddetto curatore fallimentare. Il curatore è incaricato dal tribunale di amministrare il patrimonio fallimentare: in sostanza egli procede alla liquidazione, ossia alla vendita del patrimonio fallimentare, per ripartire tra i creditori l'attivo residuo. Il curatore svolge i suoi compiti sotto il controllo del giudice delegato e di un comitato dei creditori.

### La declaratoria del fallimento
La sentenza con cui viene dichiarato il fallimento è necessaria perché si configurino i reati di bancarotta. A seconda tuttavia che si versi in un caso di bancarotta prefallimentare o postfallimentare, tale sentenza acquisirà una qualificazione giuridica diversa nella ricostruzione della fattispecie di reato.
Mentre è chiaro che in caso di bancarotta postfallimentare tale sentenza sia un presupposto della condotta, è dibattuto se in caso di bancarotta prefallimentare si tratti di una condizione obiettiva di punibilità o di un elemento del reato. Mentre la dottrina sostiene che essa sia una condizione di punibilità, la Cassazione la ritiene un elemento costitutivo. Pur facendo stato per la prassi la tesi della Suprema Corte, desta perplessità la qualificazione di detta sentenza come elemento intrinseco del reato, in quanto sicuramente a essa non si estende il dolo (che si limita al dissesto conseguente alla condotta, e non al fallimento) e la prescrizione decorre da detta sentenza (come avviene normalmente per le condizioni obiettive di punibilità, ma non per gli elementi costitutivi, per cui il termine a quo rimane il momento della consumazione - ex art. 158 c.p. Sulla natura della declaratoria cfr. Cass., sez. V, 12 - 10 - 2004)

### Sottrazione dei beni del fallito
La necessità di un curatore super partes è dovuta al rischio che l'imprenditore insolvente sottragga, anche in modo fraudolento, una quota o la totalità dei beni che residuano all'interno del patrimonio fallimentare destinato alla soddisfazione dei creditori, per mantenerne la proprietà o la disponibilità.
Questo rischio può però concretizzarsi anche precedentemente alla sentenza di fallimento, che è elemento costitutivo del reato, secondo la prevalente giurisprudenza. La bancarotta si può definire allora come una distrazione, che può essere dolosa o colposa, di tutti o parte dei beni del patrimonio, con ovvio pregiudizio delle ragioni dei creditori che rischiano di non riscuotere quanto loro dovuto. I reati di bancarotta si perfezionano comunque all'atto della pronuncia della sentenza, sebbene la condotta commissiva od omissiva si sia esaurita anteriormente.

### Concorso di reati
Il concorso di reati riceve una disciplina speciale per la bancarotta da parte dell'art. 219 R.D. n. 267/1942, il quale al comma secondo, numero 1, prevede l'aumento della pena fino alla metà per il compimento di più fatti previsti in ciascuno dei tre articoli precedenti. Mentre formalmente tale disposizione si configura come una circostanza aggravante, il risultato pratico è quello di alleggerire il trattamento sanzionatorio, in quanto invece del cumulo giuridico o materiale previsto dal concorso che porterebbe a una pena pari sino al triplo del reato più grave o alla somma delle pene, viene applicata una pena aumentata al massimo della metà, unificando tutte le condotte in una singola fattispecie di reato. È tuttavia necessario fare una distinzione caso per caso, per verificare se dovrà applicarsi il menzionato articolo 219 o la normativa sul concorso di reati oppure nessuna delle due.
Qualora il fallito ponga in essere più condotte omogenee e unitarie, ad esempio più fatti di distrazione all'interno di uno stesso disegno criminoso (il fallito vuole distrarre una somma di 500 euro, e lo fa in cinque operazioni da 100 euro l'una), vi sarà una sola fattispecie di bancarotta dal principio, si applicherà quindi la sola pena della cornice edittale senza l'applicazione di aggravanti. La molteplicità delle condotte potrà solo spostare la pena verso il massimo.
Quando invece le condotte poste in essere siano molteplici, disomogenee, ma alternative tra loro secondo la formulazione della norma (pagamento e simulazione di titoli di prelazione per la bancarotta preferenziale, occultamento e dissimulazione per la bancarotta fraudolenta patrimoniale, etc) si applicherà l'unificazione dettata dall'art. 219, con il conseguente aumento di pena.
Se, infine, le condotte assunte dal fallito saranno molteplici, disomogenee e previste in fattispecie diverse (bancarotta fraudolenta e bancarotta semplice) non si applicherà più l'art. 219 (il cui ambito è circoscritto a "ciascuno" dei tre articoli che lo precedono, secondo il testo della norma) bensì la disciplina ordinaria del concorso di reati, e quindi il cumulo materiale, con l'applicazione di una pena pari alla somma di quelle che sarebbero state irrogate per i singoli reati (ma comunque non superiore ai trent'anni ex art. 78 c.p.)

### Classificazione della bancarotta
Esistono due tipi di bancarotta, a seconda dell'elemento soggettivo-psicologico che le caratterizza:
1. la bancarotta fraudolenta (art. 216 R.D. n. 267/1942) richiede il dolo specifico, inteso come coscienza e volontà di commettere il delitto, con l'intenzione di cagionare un danno alla massa creditizia.
2. la bancarotta semplice (art. 217 R.D. 267/1942) che può essere integrata a titolo di dolo semplice o anche a titolo di colpa, vale a dire per imprudenza, negligenza, imperizia.

#### Bancarotta fraudolenta
È prevista dall'art. 216 R.D. n. 267/1942; di questo reato è chiamato a rispondere l'imprenditore fallito che abbia dolosamente:
- prima o durante il fallimento: distratto, occultato, dissimulato, distrutto o dissipato, in tutto o in parte, i suoi beni, ovvero, al fine di arrecare danno ai creditori, abbia esposto o riconosciuto delle passività inesistenti;
- prima del fallimento: sottratto, distrutto o falsificato in tutto o in parte, al fine di procurare a sé o ad altri un ingiusto profitto o al fine di procurare danno ai creditori, i libri e le altre scritture contabili o li abbia tenuti in modo tale da rendere impossibile la ricostruzione del patrimonio o del reale movimento degli affari;
- prima o durante la procedura fallimentare: eseguito pagamenti o simulato titoli di prelazione, al fine di favorire alcuni creditori a danno di altri.

La pena, per le prime due ipotesi, è della reclusione da 3 a 10 anni; per la terza, da 1 a 5 anni. Pena accessoria, di non secondaria importanza per la tutela del corretto svolgimento delle attività economiche, è l'inabilitazione per 10 anni all'esercizio dell'impresa commerciale e l'incapacità, per la stessa durata, a esercitare uffici direttivi presso qualsiasi impresa.
Si procede d'ufficio e la competenza è del tribunale in composizione collegiale. Sono applicabili le misure cautelari personali; l'arresto in flagranza è sempre facoltativo; il fermo è consentito per le prime tre ipotesi.

#### Bancarotta semplice
È prevista dall'art. 217 R.D. n. 267/1942; risponde di tale reato l'imprenditore fallito che:
- abbia effettuato spese di carattere personale o familiare che siano eccessive o sproporzionate in ragione della sua condizione economica;
- abbia impiegato larga parte del proprio patrimonio in operazioni puramente aleatorie (ossia di dubbia sorte già in partenza, affidate al caso, da alea, il latino "dado"; la legge usa qui la locuzione "di pura sorte");
- abbia compiuto operazioni di grave imprudenza per ritardare il fallimento;
- abbia aggravato il proprio dissesto, astenendosi dal richiedere la dichiarazione di fallimento o con altra forma di colpa grave;
- non abbia soddisfatto le obbligazioni assunte in un precedente concordato preventivo o fallimentare.

La pena va da sei mesi a due anni di reclusione. La stessa pena si applica al fallito che nei tre anni antecedenti alla dichiarazione di fallimento ovvero dall'inizio dell'impresa, se questa ha avuto una minore durata, non ha tenuto i libri e le altre scritture contabili prescritti dalla legge, oppure li ha tenuti in maniera irregolare o incompleta.
La condanna importa la pena dell'inabilitazione all'esercizio dell'impresa e a esercitare uffici direttivi presso qualsiasi altra impresa fino a 2 anni.

#### Altre definizioni di bancarotta
Vi sono ulteriori definizioni di bancarotta che meritano attenzioni e specificano le previsioni dei due citati articoli:
- Bancarotta documentale: si verifica quando l'imprenditore abbia distrutto, sottratto o falsificato in tutto o in parte le scritture contabili per recar danno ai creditori. Questa condotta impedisce di ricostruire il reale andamento dell'impresa, con pregiudizio dei creditori che saranno nell'impossibilità di individuare o accertare eventuali attività su cui soddisfare le proprie pretese.
- Bancarotta cosiddetta impropria: si verifica quando i fatti descritti dagli artt. 216-217 della legge fallimentare (il citato Regio Decreto) sono compiuti da soggetti diversi dall'imprenditore, quali ad esempio amministratori, direttori generali, sindaci o liquidatori di società dichiarate fallite.
- Bancarotta postfallimentare: si verifica quando l'imprenditore fallito sottrae alla massa attiva destinata alla liquidazione dei beni che gli pervengano in ragione della propria attività. Questa specifica fattispecie di reato è configurata solo se l'entità di quanto viene sottratto al patrimonio fallimentare da parte del fallito supera ciò che è quantificato dal giudice (nella sentenza dichiarativa) come necessario per le esigenze di mantenimento della famiglia.
- Bancarotta preferenziale: lede principalmente la "par condicio creditorum", ossia proprio quella particolare forma concorsuale che il fallimento prevede a garanzia della totalità dei creditori. È prevista dall'art 216, comma terzo della l.fallimentare e si verifica quando l'imprenditore, prima o dopo la dichiarazione di insolvenza, agevoli un creditore con pregiudizio rispetto ad altri. L'atto deve rivelarsi di favore per uno e di danno per gli altri. Non si verifica ad esempio se il fatto è funzionale ad altri scopi: si pensi al pagamento di un creditore effettuato dall'imprenditore con il preciso scopo di farlo desistere dal richiedere dichiarazione di fallimento nei suoi confronti.

## In altri paesi

### Stati Uniti
Il fallimento negli Stati Uniti è una questione di giurisdizione federale ai sensi della Costituzione degli Stati Uniti (articolo 1, sezione 8, clausola 4), che autorizza il Congresso a emanare "leggi fallimentari uniformi in tutti gli Stati Uniti". Il Congresso ha emanato leggi che regolano il fallimento, principalmente sotto forma di Codice fallimentare, situato nel Titolo 11 del Codice degli Stati Uniti.
Un debitore dichiara bancarotta per ottenere un alleggerimento del debito, che di solito si ottiene con l'estinzione del debito o con la sua ristrutturazione. Quando un debitore presenta un'istanza volontaria, il suo caso di bancarotta ha inizio.

### Regno Unito
Il fallimento nel Regno Unito (in senso strettamente giuridico) si applica solo alle persone fisiche (comprese le ditte individuali) e alle società di persone. Le aziende e le altre società entrano in procedure legali di insolvenza con nomi diversi: liquidazione e amministrazione (ordinanza amministrativa e procedura fallimentare). Tuttavia, il termine "bancarotta" è spesso usato per riferirsi alle aziende nei media e in generale nelle conversazioni. In Scozia il fallimento si chiama sequestro. In media, la bancarotta nel Regno Unito dura 1 anno, ma può durare di più a seconda delle circostanze. Per presentare istanza di bancarotta in Scozia, un individuo deve avere un debito superiore a 1.500 sterline.

### Australia
In Australia, la bancarotta è uno status che si applica alle persone fisiche ed è disciplinato dal Bankruptcy Act federale del 1966. Le società non sono soggette a bancarotta, ma piuttosto a liquidazione o amministrazione, che è disciplinata dal Corporations Act federale del 2001.